# Gustave Krabansky
Gustave Krabansky, né le 3 janvier 1852 à Roubaix et mort le 24 septembre 1902 à Paris, est un peintre français.

## Biographie
Gustave Krabansky est le fils de Louis François Krabansky, fabricant de moutarde et de Camille Florine Josèphe Bodoux.
Élève de Mils, Colas et Cabanel, il débute au Salon en 1876.
Il tient son atelier à Mons-en-Barœul, puis épouse Louise Fourlinnie.
Il meurt à l'âge de 50 ans à son domicile parisien de l'avenue Ledru-Rollin. Il est inhumé à Roubaix.
Il était officier d'Académie, officier Nichan Iftikhar, membre du jury de l'école nationale des arts industriels de Roubaix, membre de la commission de la Société artistique du Nord, membre de la commission du musée de peinture et gravure de Lille et membre de la commission administrative de l'école de beaux-arts de Lille.

## Distinctions
- Officier d'académie
- Officier du Nichan Iftikhar